# قطعنامه ۴۲۱ شورای امنیت
قطعنامه ۴۲۱ شورای امنیت سازمان ملل متحد که در تاریخ ۰۹ دسامبر ۱۹۷۷ تصویب شد، سندی بین‌المللی دربارهٔ آفریقای جنوبی است. این قطعنامه طی نشست ۲٬۰۵۲ام با ۱۵ موافق، ۰ مخالف و ۰ ممتنع تصویب شد.